# Стецко, Василий Иванович
Василий Иванович Стецко (укр. Василь Іванович Стецько, 20 апреля 1923, Стрелковцы — 23 декабря 1994, Борщёв) — председатель колхоза имени Ивана Франко Борщёвского района Тернопольской области. Герой Социалистического Труда (1958). Депутат Верховного Совета УССР 9 созыва. Депутат Верховного Совета СССР 7 — 8 созывов.

## Биография
Родился 20 апреля 1923 года в крестьянской семье в селе Стрелковцы, Польша (сегодня — в Тернопольской области). С 1941 года работал в хозяйстве родителей, счетоводом в Борщёвском коммунальном хозяйстве. В 1944 году призван в Красную Армию. Участвовал в Великой Отечественной войне. Демобилизовался в 1946 году.
С 1946 по 1949 год — рабочий, заведующий базой, заместитель директора Борщевского маслозавода Тернопольской области.
С 1949 по 1953 год — директор Борщёвского маслозавода Тернопольской области.
В 1953 году вступил в КПСС.
С 1953 по 1958 год — председатель колхоза имени Ивана Франко Борщёвского района и с 1958 по 1972 год — председатель колхоза «Победа» села Бильче-Золотое Борщевского района Тернопольской области.
В 1958 году удостоен звания Героя Социалистического Труда.
В 1962 году окончил Каменец-Подольский сельскохозяйственный институт.
С 1972 года — председатель исполнительного комитета Борщёвского районного совета депутатов трудящихся Тернопольской области.
С 1982 года — директор Борщёвского табачно-ферментационного завода Тернопольской области.

## Награды
- Герой Социалистического Труда — указом Президиума Верховного Совета СССР от 26 февраля 1958 года
- Орден Ленина
- Орден Трудового Красного Знамени
- Орден Октябрьской Революции